# Лоренцана
Лоренцана (на италиански: Lorenzana) е малък град и община в Италия, в региона Тоскана, провинция Пиза. Населението му е около 1100 души (2007).